# Fungia sinensis
Espèce
Synonymes
- Cycloseris sinensis (Milne Edwards & Haime, 1851)

Statut CITES
Fungia sinensis est une espèce de coraux appartenant à la famille des Fungiidae.